# 三宅一徳
三宅 一徳（みやけ かずのり、1963年 - ）は、日本の作曲家、編曲家、キーボーディスト。沖縄県出身。フェイス音楽出版所属。

## 人物
東京芸術大学作曲科卒業。オーケストラからシンセサイザー、邦楽器、民族楽器まで巧みに使いこなし、「オーケストラとロックサウンドの融合」をライフワークに映画やドラマ、アニメからCM、各種イベントまで幅広いジャンルに楽曲を提供している。
1991年、邦楽ユニット「箏座」にキーボードで参加し、「祝宴」などの楽曲を作曲（1994年脱退）。2010年からはProject.Rのメンバーとしても活動。「美少女戦士セーラームーン Classic Concert」、「刀剣乱舞『宴奏会』」などオーケストラコンサートの音楽監督・編曲も数多く手掛ける。

## 劇伴・音楽担当

### テレビ
- 妻をめとらば（1989年）
- 沖縄恋唄 マングローブの島の女（1992年）
- ぼのぼの（1995年）[3]
- スーパー戦隊シリーズ
  - 忍風戦隊ハリケンジャー（2002年）
  - 獣拳戦隊ゲキレンジャー（2007年）
  - 天装戦隊ゴセイジャー（2010年）
- E'S OTHERWISE（2003年）※百石元との共作
- ふたつのスピカ（2003年）
- エリア88（2004年）
- 仮面ライダー剣（2004年）
- 妖逆門（2006年）
- 二十面相の娘（2008年）
- ライブオン CARDLIVER 翔（2008年）
- Woman（2013年）
- はなちゃんのみそ汁（2014年）
- Dr.倫太郎（2015年）
- anone（2018年）

### 映画
- スーパー戦隊シリーズ
  - 忍風戦隊ハリケンジャー シュシュッと THE MOVIE（2002年）
  - 電影版 獣拳戦隊ゲキレンジャー ネイネイ!ホウホウ!香港大決戦（2007年）
  - 劇場版 炎神戦隊ゴーオンジャーVSゲキレンジャー（2009年）
  - 天装戦隊ゴセイジャー エピックON THEムービー（2010年）
  - 天装戦隊ゴセイジャーVSシンケンジャー エピックon銀幕（2011年）
  - ゴーカイジャー ゴセイジャー スーパー戦隊199ヒーロー大決戦（2011年）
- 劇場版 仮面ライダー剣 MISSING ACE（2004年）
- 謝罪の王様（2013年）
- あやしい彼女（2016年）
- 過去はいつも新しく、未来はつねに懐かしい 写真家・森山大道（2021年）

### ビデオ
- スーパー戦隊シリーズ
  - 忍風戦隊ハリケンジャーVSガオレンジャー（2003年）
  - 爆竜戦隊アバレンジャーVSハリケンジャー（2004年）
  - 獣拳戦隊ゲキレンジャーVSボウケンジャー（2008年）
  - 帰ってきた天装戦隊ゴセイジャー last epic（2011年）

### ドラマCD
- 仏ゾーン（2003年）

### CM
- サガ フロンティア（1997年）
- アイフル
- 東京ディズニーランド
- 東京ディズニーリゾート
- 日本コムシス
- 白元
- マクドナルド

### ゲーム
- 大航海時代Online La Frontera

## 楽曲提供

### アーティスト
- 宮本文昭
  - 雪月花（1998年）
  - 木霊（1998年）
  - 白日夢〜潮の音（1998年）
  - 白日夢〜蝉しぐれ（1998年）
  - 届かない子守歌（1998年）
  - 陽炎の丘（1998年）
  - それから…（1998年）
  - Dawn Flight（2006年）
  - Whisper（2006年）

- 日本音楽集団
  - 星月夜（2000年）

- 竹の会
  - 失われた「時」（尺八合奏曲）
  - 渇きの海（尺八とテープのための作品）

### テレビ
- 激走戦隊カーレンジャー（1996年）
  - ペガサスサンダーGO! GO! GO!（挿入歌 歌：坂井紀雄）
  - だから戦うカーレンジャー（挿入歌 歌：渕上祥人）
- 電磁戦隊メガレンジャー（1997年）
  - インストール!メガレンジャー（挿入歌 歌：風雅なおと）
  - 電磁合体!ギャラクシーメガ（挿入歌 歌：風雅なおと）
  - 5人でメガレンジャー（挿入歌 歌：デジケン・ファイブ（大柴邦彦、江原淳史、松風雅也、田中恵理、東山麻美））
- とんねるずのみなさんのおかげでした（1997年）
  - 「新・食わず嫌い王決定戦」テーマ曲
- 星獣戦隊ギンガマン（1998年）
  - 地球（ほし）に光を（挿入歌 歌：佐藤栄一）
- 仮面ライダークウガ（2000年）
  - Edge of Green（イメージソング 歌：橋本仁）
  - PURPLE PRIDE（イメージソング 歌：坂井紀雄）
  - BEATCHASER 2000（イメージソング 歌：橋本仁）
- 仮面ライダーアギト（2001年）
  - 仮面ライダーAGITO（前期オープニングテーマ 歌：石原慎一）
  - 仮面ライダーAGITO 24.7 version（後期オープニングテーマ 歌：石原慎一）
  - BELIEVE YOURSELF（前期エンディングテーマ 歌：風雅なおと）
  - One & Only（イメージソング 歌：風雅なおと）※「新エンディングテーマ」として発売されたが、実際は未使用。
  - MACHINE TORNADER（14、40話エンディングテーマ 歌：石原慎一）
  - Home sweet Home（キャラクターソング 歌、ピアノ：風谷真魚（秋山莉奈））
  - Burnin' your heart（イメージソング 歌：石原慎一）
  - extremes meet（イメージソング 歌：風雅なおと）

### イベント
- 国民文化祭とちぎ（1995年）委託作品
- 彩の国まごころ国体（2004年）
  - One（炬火曲）
  - Now & then（納火曲）
  - 入退場曲

## 編曲

### アーティスト、アルバム
- カズン
  - サイレントナイト（1996年）
- 小室哲哉
  - Love（1991年、アルバム「マドモアゼル モーツァルト」）オーケストラアレンジ
- V2（小室哲哉 & YOSHIKI）オーケストラアレンジ
- MiyuMiyu
  - 流星（2006年、『デジモンセイバーズ』エンディングテーマ）
- 米良美一
  - ポーリュシカ・ポーレ（2002年）
  - 花（すべての人の心に花を）（2002年）
- RIDER CHIPS Featuring 藤岡弘、
  - レッツゴー!! ライダーキック〜2000 Ver.（2000年）
- 山下達郎
  - アトムの子（2017年、アルバム「山下達郎作品集 ブラスアレンジ」）
  - さよなら夏の日（2017年、アルバム「山下達郎作品集 ブラスアレンジ」）

### 映画
- 千と千尋の神隠し（2001年）オーケストラアレンジ ※久石譲、長生淳と共作
- Quartet（2001年）オーケストラアレンジ
- 劇場版 仮面ライダー555 パラダイス・ロスト（2003年）
  - Justiφ's -Accel Mix-（主題歌 歌：ISSA）

### ゲーム
- 組曲・グラディウスファンタジア（1988年）オーケストラアレンジ
- バイオハザードオーケストラ（1999年）オーケストラアレンジ

### ライブ、イベント
- 1998年長野パラリンピック 開会式式典音楽（1998年）
- Masked Rider 2000 Live（2000年）
- 美少女戦士セーラームーン Classic Concert（2018年）
- 刀剣乱舞 宴奏会（2018年）
- Fate/Grand Order Orchestra Concert（2019年）
- アイドリッシュセブン オーケストラ（2020年）